# 도네츠크 인민공화국의 국기
도네츠크 인민공화국의 국기(러시아어: Государственный Флаг Донецкой Народной Республики)는 옛 도네츠크-크리보이로크 소비에트 공화국의 국기를 배경색으로 하고, 가운데의 문양은 러시아의 국장을 본따 만들어졌다. 2018년 2월 27일 문양을 빼고 삼색기로 재채택되었다.

## 색의 의미
- 검정 : 돈바스의 석탄과 루테니아의 비옥한 토지를 의미한다.
- 파랑 : 아조프해의 물을 상징한다.
- 빨강 : 자유를 위해 흘린 피를 상징한다.[1]

## 다른 깃발

도네츠크 인민공화국 국가 수반의 기

## 같이 보기
- 도네츠크 주의 기